# Wilhelm Hauser

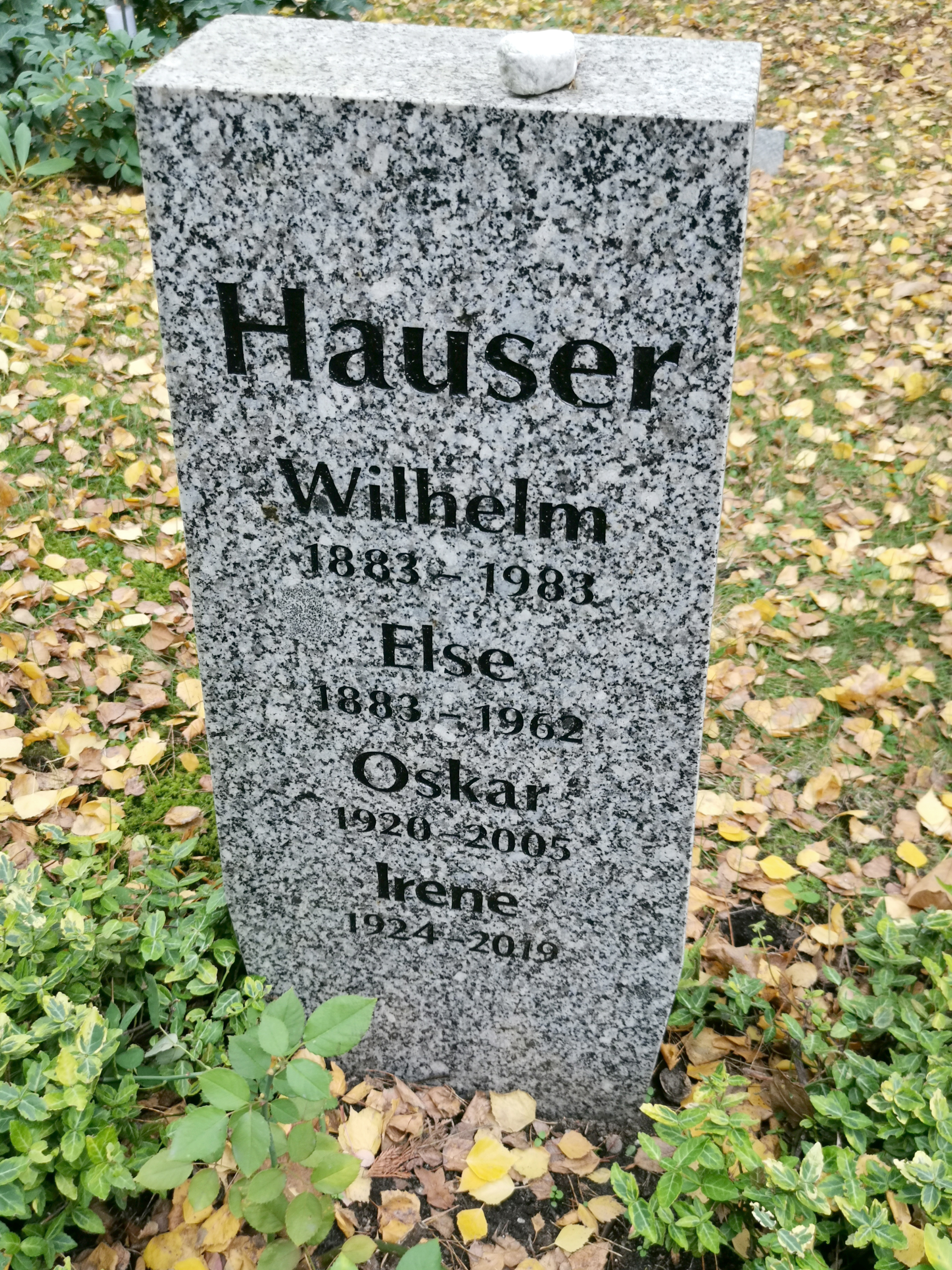
Grab auf dem Friedhof Pankow III, Abt. 36 U-142

Wilhelm Hauser (* 10. August 1883 in Endingen am Kaiserstuhl; † 8. September 1983 in Wandlitz) war ein deutscher Mathematiker und Hochschullehrer.

## Leben

### Ausbildung
Wilhelm Hauser war der Sohn des jüdischen Kaufmanns Gustav Hauser und seiner Frau Manchen und war zugleich Urenkel von Hirsch Hauser (1783–1867). Er hatte die älteren Geschwister Recha (* 1869), Flora (* 1872), Laura (* 1874), Karl (* 1877) und Siegfried (* 1881) sowie den nach ihm Geborenen Julius (* 1890). Wilhelm besuchte 1889–1893 die Volksschule in Endingen, anschließend in Kenzingen die Realschule. In der gleichen Zeit lernte er Latein, weil er die feste Absicht verfolgte, nach der Schule zu studieren. 1899 übersiedelte er allein nach Karlsruhe, um in einem Realgymnasium das Abitur zu erwerben. Hier machte Hauser aufgrund seiner Unterkunft Bekanntschaft mit mehreren Personen, darunter dem Ministerialbeamten Krauth und dessen Tochter Else sowie revolutionären Studentenkreisen der Universität Karlsruhe. Er entdeckte auch seine Freude am Theaterbesuch. Der junge Hauser wurde im Gymnasium vor allem von dem Mathematikprofessor Treutlein gefördert. Nach dem Ablegen des Abiturs im Jahr 1902 musste Hauser aber zunächst seinen Militärdienst als Einjähriger ableisten. Er kam zum 1. Infanterieregiment nach München und wurde hier vor allem zum Wachdienst eingeteilt. Anschließend immatrikulierte sich Wilhelm Hauser in der Ludwig-Maximilians-Universität in München und belegte die Fächer Mathematik und Physik. Er besuchte unter anderem Vorlesungen von Alfred Pringsheim (Mathematik), Wilhelm Conrad Röntgen, Theodor Lipps (Logik) und Ferdinand von Lindemann (Differential- und Integralrechnung). Ein Semester studierte Hauser in Heidelberg, wo er auch Vorlesungen in Astronomie hörte und Philosophie bei Kuno Fischer, dann wechselte er an die Universität Erlangen. Hier schloss er sein Studium unter den Wissenschaftlern Max Noether und Paul Gordan im Jahr 1907 mit einer Dissertation zum Thema Über Resultanten- und Discriminantenbildung in der Theorie der elliptischen Thetafunktionen mit dem Ergebnis summa cum laude ab.

### Zwischen 1907 und 1914
Einer seiner Doktorväter hatte vorgeschlagen, dass Hauser an die Universität Wien gehen solle, um dort die akademische Laufbahn auf dem Gebiet der Theoretischen Mathematik einzuschlagen. Er hatte jedoch beizeiten seine Vorliebe für eine Lehrtätigkeit entdeckt und wollte lieber ein Staatsexamen für das Lehrfach Mathematik ablegen. Dazu musste man nach damaligem Verständnis ein weiteres naturwissenschaftliches Fach abschließen. Das für ihn zuständige Badische Kultusministerium riet deshalb zu einem Chemiestudium. Wilhelm Hauser besuchte nun Chemie- und Physikvorlesungen in der Universität Freiburg im Breisgau, diesmal unter der Tutorenschaft von Professor Franz Himstedt. Noch vor dem erfolgreichen Abschluss machte ihn Professor Jacob Lüroth auf eine freie Lehramtsstelle in der Realschule Ladenburg bei Mannheim aufmerksam, und das Kultusministerium stellte ihn aufgrund knapper Bewerber bereits vor dem Examen dort an. Er unterrichtete nun Rechnen in den unteren Klassen sowie Mathematik und Botanik in den oberen Klassen. Im Frühjahr 1908 bekam Hauser eine Gelegenheit für eine erste Auslandsdienstreise – er nahm am Internationalen Mathematikerkongress in Rom teil. Er konnte seinen Aufenthalt in Italien auf insgesamt fünf Monate verlängern und besichtigte außer Rom auch Neapel und bestieg den Vesuv. Nach seiner Rückkehr nach Freiburg legte er mit sehr guten Noten sein Staatsexamen in Mathematik, Physik, Chemie und Pädagogik ab. Er erhielt anschließend eine Anstellung als Lehramtspraktikant an der Mädchen-Oberrealschule in Mannheim. Wegen gesundheitlicher Probleme (Heiserkeit bei seinen Unterrichtsstunden) wurde Hauser auf seine Bitte an ein Gymnasium in Lörrach versetzt mit wesentlich mehr freier Natur in der Umgebung. Hier hielt es ihn jedoch wieder nicht lange und er trat nach verschiedenen Bewerbungen im Januar 1913 eine Anstellung an der Oberrealschule in Pforzheim an. Als bedeutend ist in dieser Zeit der Austritt Hausers aus der Jüdischen Gemeinde anzusehen – war doch in der damaligen Zeit eine höhere Schullaufbahn mit der Zugehörigkeit zu einer Religionsgemeinschaft verbunden.

### Einsätze im Ersten Weltkrieg
Statt einer geplanten Ferienreise mit der Familie seines Bruders Siegfried im August 1914 erfolgte mit dem Beginn des Ersten Weltkriegs die Einberufung zum Kriegsdienst in das Landwehrregiment 40 in Karlsruhe. Einige Tage später wurde das Regiment in den Elsass verlegt und hatte erste Kämpfe mit französischen Truppen bei Mülhausen zu bestehen. Nach der Erledigung besonderer Aufträge „zur Sicherung der deutschen Truppen“ und einigen Stationen im Rahmen des Stellungskrieges bis hin zu den Vogesen erhielt der inzwischen zum Offiziersstellvertreter beförderte Wilhelm Hauser das Eiserne Kreuz I. Klasse (EK I). Wegen seiner Religionslosigkeit wurden weitere offizielle Anträge auf Beförderung zum Offizier abgelehnt. Der Trick eines Regimentskommandeurs mit der Frage, ob Hauser Gott oder die Gottesidee bekämpfen wolle und die dieser mit „nein“ beantwortete, führte doch noch zu einer Beförderung in den Rang eines Königlich-preußischen Leutnants im Winter 1916/17. Man brauchte Offiziere zur Fortführung des Krieges. – Im Mai 1917 wurde Hausers Landwehrdivision an die Ostfront verladen, sie kam nach Galizien. Obwohl das Oberkommando des Heeres eigene Anstrengungen unternahm, um durch Kontakte mit russischen Truppen den Verlauf des Krieges beeinflussen zu können und Hintergrundinformationen über die Lage auf russischer Seite zu erhalten, sollte doch die um sich greifende ungeplante Verbrüderung zwischen russischen und deutschen Soldaten verhindert werden. Hauser hatte nun selbst derartige Beziehungen zu organisieren. Dabei verfolgte er interessiert, wie in den russischen Stellungen Soldaten die Oberhand gewannen und so das Gedankengut des Roten Oktober um sich griff. Wilhelm Hauser hatte ein in russischer und deutscher Sprache verfasstes Exemplar von Lenins Flugschrift „An Alle“ erhalten und es aufmerksam gelesen. Entgegen den geltenden Vorschriften lieferte er das Papier nicht ab, sondern bewahrte es unter seinen persönlichen Dokumenten auf (es fiel erst der Gestapo 1933 in die Hände). Im Februar 1918 nahm Hauser sogar eine Einladung zu einem Besuch eines 40 Kilometer hinter der Front befindlichen Dorfes an, wo er freundlich empfangen und bewirtet worden war. Verändert hatten die Kontakte die Lage an der Ostfront jedoch nicht.
Im Anschluss an einen kurzen Fronturlaub hatte sich Wilhelm Hauser wieder an der Westfront zu melden, um an der Frühjahrsoffensive um St. Quentin teilzunehmen. Im Sommer befand sich das Regiment in Lothringen. Ab September 1918 wurde Wilhelm Hauser als Regimentskommandeur eingesetzt und während eines Schnellkurses für Minenwerfer in Hagenau im Elsass erlebte er den Zusammenbruch des Deutschen Kaiserreiches und damit der Kriegsfronten infolge der Novemberrevolution. Er kehrte zu seiner Familie nach Pforzheim zurück.

### Erste politische Erfahrungen
Bereits in der Realschulzeit hatte Hauser erste Gedankenanstöße zur Politik. Im Rahmen einer Sedanfeier hatte er ein Gedicht vorzutragen, das sich mit dem Schicksal eines französischen Ehepaares (damals Francs Tireurs genannt, also Partisanen) während der deutschen Überfälle beschäftigte.
Bis zum Ausbruch des Ersten Weltkriegs hatte Wilhelm Hauser begonnen, in Arbeiterbildungsvereinen seine Kenntnisse in Astronomie in populärwissenschaftlichen Vorträgen weiterzugeben. In diesem Zusammenhang wurden mit den Kursteilnehmern auch vielfältige Diskussionen über weltpolitische Fragen geführt; damals war gerade die Erste Marokkokrise aktuell. Fragen der staatlichen Beziehungen zueinander, der Erwerb von Grundbesitz und soziale Probleme wurden unter anderem besprochen. Hier äußerte sich Hauser erstmals als Pazifist: „… er würde wegen der Mannesmann-Rohre keine Flinte auf den Buckel nehmen.“
Die eng mit den Kriegserlebnissen verbundenen Erfahrungen und Kontakte führten mehr und mehr zu einer sozialdemokratischen Haltung Hausers und folgerichtig 1919 zu seinem Eintritt in die gerade gegründete Deutsche Demokratische Partei, deren Ideale Persönlichkeiten wie Albert Einstein, Otto Nuschke und andere unterstützten. Außerdem wurde er Mitglied in einer Freimaurerloge und lernte auch detailliertes sozialdemokratisches Gedankengut durch Kontakte mit Gustav Wenk, einem Redakteur der Zeitschrift Volkswacht aus Bielefeld, sowie Eisenbahnbeamte kennen, mit denen ihn eine lange Freundschaft verbinden sollte. 1919 hatte Hauser mit Kollegen eine Siedlungsgenossenschaft gegründet.

### Die Jahre von 1918 bis 1933
Die gesellschaftlichen Änderungen nach dem Ende des Ersten Weltkrieges fanden auch in Baden ihren Niederschlag – der Großherzog dankte ab, Arbeiter- und Soldatenräte entstanden und übernahmen die öffentliche Gewalt. Die Haltungen Wilhelm Hausers zu dieser Entwicklung führten zu einem von ihm später als „Mutationsprozess“ bezeichneten Umdenken.
Zunächst jedoch erhielt der Beruf wieder die oberste Priorität. Hauser bewarb sich im Sommer 1919 erfolgreich auf die Stelle eines Mathematiklehrers am Freiburger Realgymnasium, 1920 übersiedelte die gesamte Familie nun nach Freiburg im Breisgau. Außer den reinen Naturwissenschaften verschaffte er seinen Schülern auch das Umfeld für eine schöpferische Entwicklung.
Der Abschluss des Vertrages von Rapallo im Jahr 1922 bestätigte Wilhelm Hauser vor allem die Wichtigkeit von Völkerverständigung, untermauert durch seine eigenen Fronterfahrungen. Der Vertrag wurde als „erstes Friedenswerk, das überhaupt in Europa errichtet“ wurde, in der Öffentlichkeit begrüßt. Hauser formulierte seine Quintessenz so: „Der Krieg ist heute kein Mittel mehr, um Streitigkeiten unter den Kulturvölkern zu entscheiden, weil er so furchtbar wirkt, daß die Menschen, zu deren politischer Befreiung vielleicht ein Krieg entfesselt wird, durch ihn vernichtet werden.“ Veröffentlichungen in einer Tageszeitung ließen Wilhelm Hauser die Zusammenhänge zwischen der Rüstungsindustrie eines Landes und der Belieferung aller kriegführenden Länder klar erkennen. Er begann, in öffentlichen Auftritten und in persönlichen Notizen aufklärerisch gegen das beginnende Wettrüsten in den 1920er Jahren zu wirken und trat in die Deutsche Friedensgesellschaft (DFG) ein. Die Entwicklung in der DDP enttäuschte Wilhelm Hauser dagegen zunehmend, sodass er stattdessen 1922 Mitglied der SPD wurde.
In seiner später veröffentlichten Biografie fasste Hauser seine neue weltpolitische Haltung wie folgt zusammen. „…hatte ich mich Anfang und noch Mitte der zwanziger Jahre mehr theoretisch mit der Rüstungsfrage beschäftigt und war ich damals nur hier und da in Versammlungen in Südwestdeutschland aufgetreten, so kam es zu Beginn der zweiten Hälfte der zwanziger Jahre zu einer umfassenden, zu einer – ich kann sagen – weite Teile der Weimarer Republik erfassenden agitatorischen Tätigkeit. Diese hing objektiv mit der inzwischen gewachsenen Gefahr des Wettrüstens zusammen, gegen das man nicht nur die 'klassischen' pazifistischen Ideale stellen konnte. Subjektiv war mein Engagement vor allem davon bestimmt, daß ich inzwischen – nach einer gefühlsmäßigen, spontanen Entscheidung für die SPD – begonnen hatte, mich mit etwas vertraut zu machen, was mir bis dahin – mit der Ausnahme von August Bebels Die Frau und der Sozialismus – ein Buch mit sieben Siegeln geblieben war, nämlich mit den Publikationen der Arbeiterbewegung. Mitte der zwanziger Jahre las ich Engels’ Schrift Über den Weg des Sozialismus von der Utopie zur Wissenschaft und Lenins Arbeit über den Imperialismus, und auch mit den Grundgedanken des Kapitals versuchte ich mich vertraut zu machen.“ In der Badischen Friedensbewegung engagierte sich Hauser in den 1920ern stark, zusammen mit dem Katholiken Franz Keller sowie den Politikern Rolf Gustav Haebler und Richard Luft. Er hielt unzählige Vorträge in verschiedenen deutschen Städten über „die internationalen Beziehungen der Kriegslieferanten“ und betrieb damit aktive Friedenspropaganda. Zeitungen wie der Dortmunder General-Anzeiger, Chronik der Menschheit (Schweidnitz) oder Das Andere Deutschland verbreiteten sein Gedankengut in größeren Artikeln (Abrüstung und Sicherheit, Staat und Wehrmacht, Morgen wieder Krieg! ) und fanden so eine breite Leserschaft.
Als Leiter eines Komitees an seiner Schule setzte sich Wilhelm Hauser für den Bau von Schülerheimen ein, in denen Schulunterricht inmitten freier Natur erteilt aber gleichzeitig das tägliche Zusammenleben wichtig wurde. Der Aufenthalt mit seiner Klasse in einem solchen Heim auf dem Berg Schauinsland und im späteren Austausch mit einem Hamburger Gymnasium waren ihm wichtige pädagogische Erfahrungen.
Aufgrund seiner Friedensagitation und dem Auftritt seines Sohnes Harald zugunsten kommunistischer Ideale schloss die SPD-Führung in Freiburg Wilhelm Hauser im Jahr 1932 aus der Partei aus. Diesem Beschluss lag außerdem die neuerdings erklärte Unvereinbarkeit einer Parteimitgliedschaft und der Zugehörigkeit zur DFG zugrunde. Der sich ausweitende Nationalsozialismus und schließlich die Machtübernahme führten zu umfassenden Verhaftungen von Pazifisten, auch Wilhelm Hauser wurde am 19. März 1933 in seiner Freiburger Wohnung verhaftet. Nach kurzer Vernehmung kam er ins Gefängnis, wurde jedoch noch mitten in der Nacht entlassen. Die Entlassung war aufgrund der bevorstehenden Abiturprüfungen und des persönlichen Vorsprechens von Schülern auf Veranlassung des Schuldirektors zustande gekommen! Nach einer weiteren kurz darauf erfolgten Inhaftierung versetzte das Badische Kultusministerium Wilhelm Hauser im August 1933 nach Tauberbischofsheim, wohin ihm die Familie folgte. Hier konnte er am Gymnasium noch unterrichten, aber schon bald wurde es auch hier für ihn unsicher. Nur in Anerkennung seiner militärischen Verdienste im Ersten Weltkrieg blieb ihm eine Ausweisung aus Deutschland erspart. Man nötigte ihn, seine Pensionierung zu beantragen, was „mit dem Ablauf des Monats Juni“ erfolgte. Anfang 1934 besprach sich Hauser mit seinem Sohn Harald zu den Folgerungen aus der vorzeitigen Pensionierung – eine Auswanderung der Familie wurde geplant. Er bemühte sich „nach verschiedenen Richtungen um eine Anstellung im Ausland“, was jedoch vorerst nicht gelang. Es folgten zahlreiche Pläne, Vorschläge von guten Freunden für Aufenthalte in den USA, eine länger andauernde Krankheit seines Sohnes Oskar führte aber zu einem Verbleib in der Gegend. Man mietete eine Wohnung in Günterstal. Frühere Freunde und ehemalige Kollegen zogen sich aufgrund der politischen Entwicklung zurück. In diesem Zusammenhang erwog Hauser einen Wiedereintritt in die jüdische Religionsgemeinschaft, um „seine politische Solidarität mit den Glaubensjuden in dieser Zeit der Verfolgung zum Ausdruck zu bringen.“ Wegen der damit einhergehenden Zeremonie eines rituellen Reinigungsbades verzichtete er aber darauf. – Im Jahr 1935 begleitete Wilhelm Hauser seinen Bruder Julius nach Palästina, nutzte die Gelegenheit zum Kennenlernen von Jerusalem und Tel Aviv. Auch traf er hier einige Verwandte des Hauser-Stammes sowie frühere Freunde und führte intensive Gespräche. Er kehrte jedoch in den geliebten Schwarzwald zurück. Seine Beobachtungen über die politischen Veränderungen in Deutschland schrieb Wilhelm Hauser auf und gab die Notizen an die Redaktion der Basler National-Zeitung; sie wurden zur Berichterstattung über Deutschland redaktionell genutzt. – Seit die Nürnberger Gesetze 1938 verabschiedet waren, mussten alle Juden in ihre Personaldokumente und in andere Materialien ein „J“ und zusätzlich einen jüdischen Vornamen eintragen lassen. Das führte zusammen mit den sich regelrecht überstürzenden Ereignissen wie die Besetzung des Rheinlandes, der Abstimmung über den Verbleib des Saargebietes und dem Anschluss Österreichs, dem Abschluss eines Deutsch-britischen Flottenabkommens sowie schließlich der Sudetenkrise mit dem Münchner Abkommen zum unumstößlichen Entschluss Hausers, das nationalsozialistische Deutschland zu verlassen. Da sein Reisepass aber zum 31. Januar 1939 ablief, beantragte er im November 1938 einen neuen – was zu einer Vorladung bei der Gestapo führte. Im fast zeitlichen Zusammenklang mit der Reichskristallnacht wurde Wilhelm Hauser gemeinsam mit weiteren jüdischen Männern nun im Gefängnis festgehalten. Am darauffolgenden Tag brachte ein Sonderzug alle jetzt als „Schutzhaftjuden“ Bezeichneten in das KZ Dachau. Hier befanden sich auch bereits seine Brüder Siegfried und Karl. Ein offizielles Bittgesuch vom französischen Kolonialminister Marius Moutet auf dem Umweg über einen einflussreichen deutschen Rechtsanwalt führten schließlich zu Wilhelm Hausers (und seiner Brüder) Freilassung am 15. Dezember 1938. Zu einer planvollen Ausreise konnte es jedoch nicht mehr kommen – die Koffer wurden rasch gepackt und noch am 30. Dezember 1938 erreichte er mit seiner Frau die Stadt Basel.

### In der Emigration
Über die Schweiz gelangten sie bald nach St. Louis in Frankreich und fanden zunächst Unterkunft bei einer befreundeten Familie. Seine Frau Else kehrte danach aber nach Deutschland zurück. Ende Januar erhielt Wilhelm Hauser – wiederum mit Hilfe von Moutet – eine Aufenthaltserlaubnis für Paris. Seinen Lebensunterhalt konnte Hauser durch Erteilung von Privatunterricht in Mathematik selbst bestreiten. In den freien Stunden erkundete er Paris, außerdem verfasste er einen ausführlichen Bericht über seine Dachau-Erlebnisse und sandte diesen an das französische Innenministerium, in der Auffassung, dass „die damalige französische Regierung ein Interesse daran habe, Kenntnis davon zu erhalten, welche Verbrechen in Deutschland sowohl an den Juden wie auch allgemein gegenüber den politischen Gegnern Hitlers begangen wurden“.
Unablässig versuchte Hauser in diesen Pariser Wochen, eine ordentliche Anstellung im Ausland zu erhalten, vorzugsweise in den USA. Dagegen erfuhr er durch seine Frau, dass die Hilfsorganisation Quäker in Oxford (England) einen Lehrer suchte, der die Leitung eines Heimes für junge Juden übernehmen könne. Er bewarb sich und trat die neue Stellung am 1. August 1939 trotz schlechter Englischkenntnisse an. Da Hauser weder mit den jüdischen Schülern, die aus einem breiten sozialen Umfeld und mit sehr differenzierten Schulkenntnissen hier zusammenkamen, noch mit dem Hausmeisterehepaar, strenggläubigen Juden aus Österreich, auf Dauer zurechtkam, gab er die Heimleitung zum 1. Januar 1940 wieder ab. Einen bedeutenden Einschnitt in Hausers Aufenthalt in England brachte der Beginn des Zweiten Weltkriegs. Er hatte erfahren, dass seine Frau und sein Sohn Oskar verhaftet und in verschiedene Lager gebracht worden waren – Else in das Lager Rieucros bei Mende, Oskar nach Libourne bei Bordeaux.
Durch Vermittlung der Quäker erhielt Wilhelm Hauser eine Gaststelle an der Quäkerschule in Sibford, mit dem Ziel, sich mit den Erziehungsmethoden dieser Hilfsorganisation besser vertraut zu machen. Im Ort wohnte er bei Privatleuten, die auf seine Bitte über den englischen Politiker R. A. Butler die Freilassung seiner Frau erwirken konnten. Doch daraus wurde nichts, weil exakt am Tag ihrer geplanten Abreise von Frankreich nach England (10. Mai 1940) der Krieg Deutschlands gegen Frankreich begann.
Die englischen Behörden begannen noch im Sommer 1940 mit der Internierung von im Lande lebenden Deutschen, unabhängig von deren politischer Gesinnung. Wilhelm Hauser geriet so in englische Gefangenschaft und wurde nacheinander in verschiedenen Lagern in Südengland, in Mittelengland und auf der Isle of Man festgehalten. Um aktiv gegen die deutschen Faschisten mithelfen zu können, meldete sich Hauser als Freiwilliger zur englischen Armee. Nach einer ärztlichen Untersuchung wurde er zwar als kriegsdiensttauglich eingestuft, doch aufgrund seines fortgeschrittenen Alters nicht eingezogen. Er erhielt aber eine Arbeitserlaubnis. So wurde er wieder Lehrer an Quäker-Schulen, zunächst in Reading, dann in York an der Bootham-School. Im September 1941 trat er eine dauerhafte Stelle an der Royal Grammar School in Newcastle upon Tyne an, die bald kriegsbedingt nach Penrith im Lake District ausgelagert wurde. Hausers Schwerpunktfächer waren hier wieder Mathematik und Physik, zusätzlich übernahm er es, einige Jungen auf den Besuch einer weiterführenden Schule in Cambridge vorzubereiten. In der Direktorenschaft wurde sein Unterricht, aber vor allem auch sein außerschulisches Engagement, hoch geschätzt, wie ein späteres Arbeitszeugnis beweist:

„Dr. Hauser hat uns große Hilfe geleistet hinsichtlich der Freizeitaktivitäten der Schule. Er hat uns im Debattierclub unterstützt, und er hat jetzt auch die Obhut über den Schulschachclub übernommen, der sehr floriert und erfolgreich ist. Schließlich ist seine Hilfe hinsichtlich des Schwimmens in der Tat sehr hoch zu bewerten.“

Seine politischen Aktivitäten konnte er an der Schule fortsetzen, da er Gleichgesinnte im Lehrkörper fand. Er las fortschrittliche Tageszeitungen wie den Daily Worker, die The Times oder Reader’s Digest und historisch-politische Bücher auch zur Geschichte der Arbeiterklasse (beispielsweise von Jürgen Kuczynski). Er suchte und fand Anschluss an die Bewegung Freies Deutschland. So – mit fachlichen Aufgaben und vielfältigen Angelegenheiten in der freien Zeit – verblieb Wilhelm Hauser in Newcastle in England bis zum Jahr 1946. Dort hatte ihn auch die Nachricht erreicht, dass seine Frau und sein Sohn Oskar den Krieg überlebt hatten. Mit Harald und dessen Familie hatte er ohnehin intensiven Kontakt.

### Rückkehr nach Deutschland und Hausers Werdegang bis zur Gründung der DDR 1949
Wilhelm Hauser stellte beim Home Office über die Bewegung Free German Movement (F.G.M.) den Antrag, so bald wie möglich nach Deutschland zurückkehren zu können. Zugleich machte er sich intensiv Gedanken, wie das neue Schulsystem in Deutschland aufgebaut werden müsste, um „soziale Menschen“ erziehen zu können – diese sollen sich für ihre Mitmenschen verantwortlich fühlen, Gemeinschaftsgeist entwickeln und damit eine neue soziale Gesellschaft aufbauen. Diese solle sich weder auf Völker noch auf Rassen beschränken. Dieses Bestreben kam dem nun demokratischen Aufbau in den deutschen Ländern sehr entgegen; es wurden aktive deutsche Antifaschisten für neue Leitungsaufgaben gesucht.
Nach brieflichen Kontakten mit Harald und Oskar, die inzwischen in der Viersektorenstadt Berlin wohnten und arbeiteten, und Überlegungen seinerseits, den Neubeginn nicht in seiner badischen Heimat mit zu gestalten (diese lag in der französischen Besatzungszone) bemühte er sich um eine Stellung im Ostsektor. Nach langwierigen bürokratischen Umwegen erteilte der Alliierte Kontrollrat schließlich die Genehmigung an den Zivilisten Wilhelm Hauser zur Ausreise. Er konnte seine Koffer packen und am 29. Juni 1946 mit einem Militärtransport England verlassen. Er hatte eine Zusage der englischen Militärbehörden in Berlin erhalten, dass man ihn als Dozent an der Technischen Universität in Berlin-Charlottenburg anstellen könne. So gelangte Wilhelm Hauser nach Berlin. – Die umfangreichen Erfahrungen seiner Familie in der Zeit des Faschismus trugen dazu bei, dass er sich sofort politisch neu engagierte und in die wieder gegründete SPD eintrat. Zusammen mit früheren Kampfgefährten aus der Deutschen Friedensgesellschaft und weiteren Aufrechten begann Hauser nun, sich aktiv in das gesellschaftliche Leben Berlins einzubringen. Statt eines Lehramtes an der Technischen Universität begann er im August 1946 eine Tätigkeit in der Zentralverwaltung für Volksbildung mit dem Auftrag, Probleme des Studiums der Arbeiter- und Bauernkinder zu lösen und Vorstudienanstalten mit aufzubauen. Er schätzte später ein, dass er an einer „sowohl vom erzieherischen wie vom politischen Standpunkt erfreulichen Aufgabe“ zu arbeiten hatte. Er wurde in der Zentralverwaltung Referent für die neuen Vorstudienanstalten mit Prüfungsbefugnis. Er entwarf eine Schul- und Hochschulreform, nach der diese Vorstudieneinrichtungen nur Übergangslösungen darstellen und das Hauptziel darin bestehe, Einheitsschulen zu schaffen. Die Leitungen dieser Lehranstalten sollten dann das Recht erhalten, die geeignetsten Schüler zu einem Studium zu delegieren. Die Trennung zwischen geisteswissenschaftlichen Lehrinhalten und den technisch-handwerklichen müsste dazu aufgehoben werden. Das Studium dürfe kein Privileg mehr sein; […] in den Universitäten müsse neben Forschung und Lehre auch die Erziehung zu einem verantwortungsbewussten Staatsbürger erfolgen. In dem neuen Amt hatte Wilhelm Hauser nun sowohl enge Kontakte zu sowjetischen als auch zu renommierten deutschen Wissenschaftlern wie Robert Rompe oder Ernst Hadermann. Als Mann der Praxis hielt er darüber hinaus Vorträge vor interessierten Personen oder sogar im Rundfunk zu den neuen Zielen, aber auch zu den wichtigen Erfahrungen aus zwei Weltkriegen. Kurz und prägnant kam seine Haltung in dem Vortragsthema vor Neulehrerkursanten in Potsdam-Babelsberg „Abscheu gegen den Krieg“ zum Ausdruck.
Während eines Urlaubs im Januar 1948 war Wilhelm Hauser in seinen Heimatort und an andere frühere Wirkungsstätten zurückgekehrt. Er hielt dort Vorträge über seine Reformen und über das Leben an den Berliner Universitäten und führte zahlreiche Gespräche mit Personen des öffentlichen Lebens. Dabei musste er erkennen, dass hier der politische Umschwung nicht deutlich genug vonstattengegangen war, obwohl auch in Baden frühere Mitstreiter gegen den Krieg in verantwortliche Positionen gelangt waren wie Leo Wohleb, Paul Fleig oder Erwin Eckert. Hauser fasste seine Beobachtungen in dem anschließenden Reisebericht so zusammen: „In Südbaden stagniert das politische Leben nahezu vollkommen“. Aufgrund dieser Erkenntnis gab Hauser endgültig den Gedanken auf, jemals wieder in seiner süddeutschen Heimat Freiburg, Karlsruhe oder Lörrach ein Lehramt zu übernehmen.
1948 erhielt Wilhelm Hauser eine Berufung an die am 20. Oktober 1948 gegründete Brandenburgische Landeshochschule Potsdam, die spätere Pädagogische Hochschule Potsdam. Er hatte hier am Aufbau der neuen Lehreinrichtung entsprechend seinen selbst formulierten Zielen mitzuwirken und als Professor das Mathematische Seminar zu leiten bzw. ein eigenes Institut für Mathematik zu errichten. Seine erste Lehrveranstaltung „Einführung in die höhere Mathematik“ begann er vor rund 30 Mathematik- und Physikstudenten. Bald kamen junge Absolventen in den Lehrkörper und weitere anspruchsvolle Seminare wie Differentialrechnung I, II und III wurden abgehalten. Aus seinem Seminar gingen spätere Wissenschaftler wie Harry Apelt, Siegfried Brehmer, Horst Melcher, Johannes Thomas, Horst Belkner oder Eckart Zemlin hervor.

### Aufgaben an der Potsdamer Hochschule von 1949 bis zur Emeritierung 1956
Im Jahr 1951 übertrug das Brandenburgische Wissenschaftsministerium Wilhelm Hauser die Leitung der Allgemeinwissenschaftlichen Fakultät in Potsdam und nach deren Auflösung wurde er am 25. November 1953 Dekan der Mathematisch-naturwissenschaftlichen Fakultät an ebendieser Brandenburgischen Hochschule. An seinem 70. Geburtstag verlieh ihm die Einrichtung als erstem Wissenschaftler die Ehrendoktorwürde „in Anerkennung seiner hervorragenden Verdienste um die Entwicklung der Hochschule, um die Ausbildung der Studenten und um die Erziehung der Jugend.“
Als Dekan förderte er insbesondere das Fernstudium und schaffte den Diplomabschluss zugunsten der Lehrbefähigung an dieser Hochschule ab. Er gab also die Impulse zur Entwicklung als Pädagogische Hochschule.
Unter dem Einfluss der II. Parteikonferenz kümmerte er sich auch um Vorlesungen und Übungen zum Marxismus-Leninismus an seiner Bildungseinrichtung. In diesen speziellen Veranstaltungen brachte Hauser den Studenten Persönlichkeiten der Wissenschaft wie Sokrates oder Giordano Bruno aber auch der Philosophie und Politik wie Thomas Müntzer, Ernst Thälmann oder die Geschwister Scholl näher.
Er nahm des Weiteren Aufgaben eines Studentendekans wahr, aus dessen Funktion später der Prorektor für Studienangelegenheiten wurde.
In seiner Freizeit sorgte sich Hauser um die kulturelle Entwicklung der Stadt, er wurde Mitglied im Kulturbund der DDR und Mitbegründer des Clubs der Intelligenz am 11. Dezember 1954.
Von Oktober bis November 1954 war er offizielles Mitglied einer Hochschuldelegation in die Sowjetunion unter Leitung von Walther Neye, der auch Wissenschaftler und Theologen aus der Bundesrepublik Deutschland sowie aus West-Berlin angehörten. Die Reise, unter anderem nach Moskau, Leningrad und Georgien, diente einem umfangreichen Studium zur organisatorischen, kulturellen und politischen Gestaltung der Erziehungsarbeit. Auch mit der Lehre und dem Leben der Orthodoxen Kirche konnte er sich vertraut machen.
1956 wurde Hauser emeritiert.

## Familiäres
Else Krauth wurde am 7. August 1909 seine Ehefrau. Das Paar bezog eine Wohnung im Schwarzwald in Rheinnähe. Seine Frau hatte eine Ausbildung als Kindergärtnerin abgeschlossen, sich selbst jedoch dann dem Gesang zugewandt.
1911 übersiedelte die Familie aufgrund von Hausers Versetzung nach Lörrach; hier wurde am 17. Februar 1912 der Sohn Harald Hauser geboren. Von 1914, während des Ersten Weltkrieges und bis 1919 wohnte die Familie in Pforzheim und zog dann nach Freiburg im Breisgau, wo am 29. November 1920 der zweite Sohn Oskar Hauser auf die Welt kam. Hier hielt Wilhelm Hauser wieder engeren Kontakt mit seinem Bruder Siegfried (* 1881) und dessen Familie. In der Emigration nach England führte er mit seinem Sohn Harald intensiven Briefwechsel, desgleichen mit seinen Brüdern, seiner Schwester und vielen weiteren Freunden in verschiedenen Ländern; häufig jedoch nur über Deckadressen. Er galt als das „aktive Zentrum“ der großen Hauser-Familie.
Nach Hausers Einstieg in den Lehrbetrieb an der Hochschule in Potsdam siedelte die Familie nunmehr nach Potsdam um.
Zwei Jahre nach seiner Pensionierung, in denen er noch gelegentlich Vorlesungen hielt, zog Hauser im Jahr 1958 mit seiner Frau nach Dresden in die Nähe seines Sohnes Oskar. 1962 starb seine Frau dort. Wilhelm Hauser brachte seine Erfahrungen und seinen Wunsch zur Teilhabe am gesellschaftlichen Leben in Aktivitäten der Nationalen Front, des Clubs der Intelligenz und der Wohnparteiorganisation ein. Er war u. a. befreundet mit Lea Grundig, Heinz Lohmar, Walter Weidauer und Max Seydewitz. Hauser war Mitglied im Friedensrat der DDR und erhielt 1963 die Deutsche Friedensmedaille. Das Weltgeschehen beobachtete er aufmerksam, so dass ihn beispielsweise die Ausbreitung des Zionismus in Israel aber besonders der Prager Frühling in der Tschechoslowakei beschäftigten und zu öffentlichen Stellungnahmen herausforderten.
Nachdem Oskar Hauser an die Humboldt-Universität berufen worden war, zog Wilhelm nach Wandlitz. Die letzten Jahre seines Lebens verlebte er hier nun ruhiger – Spaziergänge, Schwimmen, Lesen von Büchern und vielen Tageszeitungen, Briefwechsel oder Gesprächsrunden und Besuche seiner Familie bestimmten nun den Tages-, Monats- und Jahreslauf. Er verfasste Artikel für den horizont, die Weltbühne oder Regionalzeitungen zu aktuellen politischen Fragen.
Zum 100. Geburtstag erhielt Wilhelm Hauser Glückwünsche der DDR-Regierung.
Kurze Zeit später verstarb Hauser in Wandlitz.